# Trigonostigma somphongsi
Trigonostigma somphongsi és una espècie de peix cipriniforme de la família dels ciprínids.

## Morfologia
Els mascles poden assolir els 10,5 cm de longitud total.

## Distribució geogràfica
Es troba a la conca del riu Maeklong (Tailàndia).